# Шум (Мавританія)
Шум (фр. Choum) — місто в  Мавританії, в департаменті Атар області Адрар.

## Історія
Розквіт і занепад міста були пов'язані з його положенням на транссахарських торгових шляхах. У 1977 році місто було атаковано французькими військами як передбачувана база фронту Полісаріо.

## Населення
Населення міста Шум за даними на 2000 рік становить 2735 осіб.

## Транспорт
Через Шум проходить Мавританська залізниця, яка з'єднує порт Нуадібу, розташований на узбережжі Атлантичного океану, і місто Зуерат — мавританський центр видобутку залізної руди. Місто знаходиться в тому місці, де кордон між Мавританією і Західною Сахарою робить поворот під прямим кутом. Коли французькі колоніальні влада вирішила на початку 1960-х років побудувати мавританську залізницю, то іспанська колоніальна влада Західної Сахари виставили умови, які зробили проходження дороги по рівній пустельній західносахарській ділянці неприйнятним для французів. Тому французькі інженери побудували дорогу паралельно кордону на французькій території, заради чого їм довелося пробити двокілометровий тунель в суцільному граніті. Цей тунель тепер називають «африканським пам'ятником європейської дурості». Нині цей тунель не використовується і 5-км ділянка залізниці проходить по території Західної Сахари, контрольованої Полісаріо.
Шум з'єднаний ґрунтовою автомобільною дорогою з містом Атар, яке розташоване на південь від нього.